# Tableau des médailles des Jeux olympiques de 1904
- Pays organisateur (États-Unis, Saint-Louis)

| Rang  | Nation          | Or | Argent | Bronze | Total |
| ----- | --------------- | -- | ------ | ------ | ----- |
| 1     | États-Unis      | 76 | 78     | 77     | 231   |
| 2     | Allemagne       | 4  | 5      | 6      | 15    |
| 3     | Canada          | 4  | 1      | 1      | 6     |
| 4     | Cuba            | 3  | 0      | 0      | 3     |
| 5     | Hongrie         | 2  | 1      | 1      | 4     |
| 5     | Équipe mixte    | 2  | 1      | 1      | 4     |
| 7     | Norvège         | 2  | 0      | 0      | 2     |
| 8     | Autriche        | 1  | 1      | 1      | 3     |
| 9     | Grande-Bretagne | 1  | 1      | 0      | 2     |
| 10    | Suisse          | 1  | 0      | 2      | 3     |
| 11    | Grèce           | 1  | 0      | 1      | 2     |
| 12    | Australie       | 0  | 3      | 1      | 4     |
| 13    | France          | 0  | 1      | 0      | 1     |
| Total | Total           | 97 | 92     | 91     | 280   |

Source : Site officiel du CIO, mis-à-jour en 2021.